# Templo Cheng Hoon Teng
O Templo Cheng Hoon Teng (em chinês: 青云 亭; romaniz.: Pe̍h-ōe-jī: Tshinn-hûn-tîng) (também chamado de Templo da Nuvem Verde) é um templo chinês praticante de três sistemas doutrinários,o Budismo, Confucionismo e Taoísmo localizado na cidade de Malaca, Malásia. É o templo mais antigo em funcionamento no país.

## Historia
O local do templo foi escolhido na era da Malaca holandesa pelo Capitão China Tay Hong Yong @ Tay Kie, em 1645. Estruturas adicionais foram construídas em 1673 sob a liderança de Capitão China Li Wei King @ Li Koon Chang com materiais importados da China. O templo serviu como principal local de culto para a comunidade local de Hoklo (Hokkien). O Capitão China Chan Ki Lock construiu o salão principal do templo em 1704. Em 1801, as estruturas do templo foram reformadas sob a liderança do Capitão China Chua Su Cheong @ Tok Ping, pai de Choa Chong Long, o primeiro Capitão China de Cingapura.
Em 1962, o abade Seck Kim Seng ordenou Houn Jiyu-Kennett, uma freira zen da Inglaterra e o fundador da Ordem dos Contemplativos Budistas, neste templo. O templo recebeu um prêmio da UNESCO pela excelente restauração arquitetônica em 2003.

## O Templo
O templo está situado perto de Jalan Tukang Emas, também conhecida como "Rua da Harmonia" devido à sua proximidade com a Mesquita Kampung Kling e o Templo Sri Poyatha Moorthi, cobrindo uma área de 4.600 m2. Apresentando um magnífico portão principal ao longo da rua Jalan Tokong, o templo consiste em um complexo de várias salas de oração com um grande salão principal dedicado à deusa da misericórdia, Guan Yin.  Mais pequenos aposentos de oração foram adicionados mais tarde. Um deles é dedicado aos deuses budistas da riqueza, longevidade e propagação, enquanto outro abriga tábuas ancestrais. Uma das principais características do templo é o mastro de bandeira vermelha de sete metros de frente para a ala esquerda do salão de oração principal, que abriga os restos mortais de dois dos três Capitães China que contribuíram para a construção do templo. Do outro lado da rua é um teatro de ópera tradicional que faz parte do complexo do templo. O edifício foi projetado para garantir uma vista do rio e do terreno elevado de ambos os lados.